# 靖州苗族侗族自治县人民政府
26°34′55″N 109°42′11″E / 26.581973°N 109.702969°E
靖州苗族侗族自治县人民政府（简称靖州苗族侗族自治县政府）是中华人民共和国湖南省怀化市靖州苗族侗族自治县的行政管理机关。现任县长是黄忆钢，2024年上任。

## 沿革

### 反腐败工作
2024年5月10日，张远松涉嫌“严重违纪违法”接受湖湖南省纪委监委纪律审查和监察调查。11月2日，张远松遭到开除党籍开除公职（双开）处分，随后遭到逮捕。

## 历任县长
| 姓名   | 就任日期   | 卸任日期   | 备注  |
| ------ | ---------- | ---------- | ----- |
| 蒲学联 | 2002年4月  | 2006年6月  |       |
| 黄瑜   | 2006年7月  | 2008年12月 |       |
| 张远松 | 2012年2月  | 2015年12月 | [ 4 ] |
| 田连钊 | 2015年12月 | 2021年7月  | [ 5 ] |
| 黄忆钢 | 2021年7月  | 2024年6月  | [ 6 ] |
| 张艳阳 | 2024年6月  |            | [ 7 ] |